# Вилле, Георг
Георг Вилле (нем. Georg Wille; 20 сентября 1869, Грайц — 19 ноября 1958, Дрезден) — немецкий виолончелист и музыкальный педагог.
Сын Густава Вилле, занимавшего в 1862—1898 гг. должность городского музыканта в Грайце; с детских лет играл в ансамбле с братьями Альфредом (1868—1950) и Паулем (1873—1929), скрипачами, в дальнейшем музыкантами известных оркестров (Альфред также играл вторую скрипку в квартете Феликса Бербера).
Окончил Лейпцигскую консерваторию (1889), ученик Юлиуса Кленгеля (виолончель) и Вильгельма Руста (теория и композиция). В 1889—1899 гг. играл в Оркестре Гевандхауса, с 1891 г. сменил Альвина Шрёдера за пультом концертмейстера. Затем по приглашению Эрнста фон Шуха перешёл в том же качестве в оркестр Дрезденской придворной оперы, в составе которого играл до 1924 года. В 1900-е гг. выступал в составе Квартета Вилле (три брата Вилле и альтист Бернхард Ункенштайн, затем с Арно Хильфом в качестве примариуса) и в струнном квартете Генри Петри. Гастролировал как солист в Европе и Южной Америке. С 1907 г. преподавал в дрезденской Консерватории Кранца, с 1908 г. профессор, некоторое время был её музыкальным руководителем. После 1926 г. преподавал в Веймарской высшей школе музыки.
Почётный гражданин Грайца.